# Журнал математической физики, анализа, геометрии
«Журнал математической физики, анализа, геометрии» — научный журнал, издается
Физико-техническим институтом низких температур имени Б. И. Веркина НАН Украины.
Выходит с 1994 г. в Харькове, 4 раза в год. До 2005 г. издавался под названием «Математическая физика, анализ, геометрия».
Импакт-фактор журнала равен 0.531 (2017 год).
В журнале публикуются статьи из различных разделов математики.

## Тематика
В журнале публикуются оригинальные и обзорные статьи по таким направлениям:
- Математические задачи современной физики
- Комплексный анализ и его приложения
- Асимптотические задачи дифференциальных уравнений
- Спектральная теория операторов, включая обратные задачи и их приложения
- Геометрия в целом и дифференциальная геометрия
- Функциональный анализ, теория представлений и операторные алгебры, включая эргодические аспекты

Журнал принимает статьи на английском, украинском и русском языках.

## Главные редакторы
- Марченко Владимир Александрович: 1994—1999 гг.
- Островский Иосиф Владимирович: 2000—2004 гг.
- Пастур Леонид Андреевич: с 2005 года.

## Предыстория
История математических изданий в Харькове в целом, имеет глубокие корни.
В 1879 году было основано Харьковское математическое общество и практически сразу после основания, с 1880 года, обществом издавался сборник Сообщений Харьковского математического общества («Сообщения и протоколы заседаний математического общества при Императорском Харьковском университете»).
В 1960 году публикации Сообщений Харьковского математического общества были приостановлены, однако в позже, в 1965 году благодаря усилиям Н. И. Ахиезера был основан сборник
«Теория функций, функциональний анализ и их применения», а также был основан «Украинский геометрический сборник».
В 1994 году на базе вышеупомянутых журналов Математическим отделением ФТИНТ был создан журнал «Математическая физика, анализ, геометрия», первым главным редактором которого стал Марченко Владимир Александрович.